# Джон Графтон
63°50′02″ пн. ш. 22°38′46″ сх. д. / 63.83388889° пн. ш. 22.64611111° сх. д.
«Джон Ґрафтон» (англ. John Grafton, або «Джон Графтон», у спогадах свідків часто «Джон Крафтон»)  —  пароплав 1883 споруди водотоннажністю 315 т, відомий невдалою спробою провезення зброї в Російську імперію під час революції 1905 і російсько-японської війни.

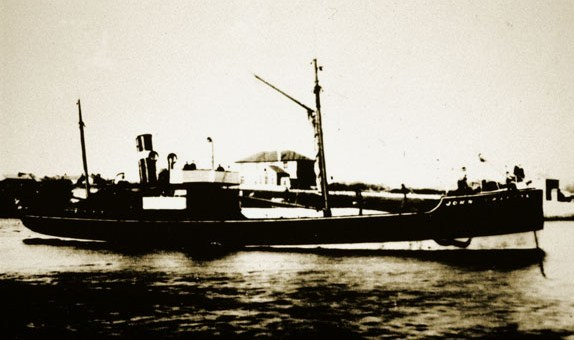
Пароплав «Джон Ґрафтон»

## Передісторія
Після розстрілу робочої демонстрації в Петербурзі, відомого як «Кривава неділя», організатор демонстрації священик Г. А. Гапон утік закордон і став планувати збройну боротьбу з урядом. Одним із них став план збройного повстання петроградських робітників. План включав створення збройного загону робітників під керівництвом Гапона та подальше повалення уряду силами цього загону.
У роки російсько-японської війни Токіо прагнуло впливати на внутрішньополітичне становище Росії, щоб послабити її у військовому відношенні. Конкретне завдання полягала у розкладанні російської армії та складнощі її комплектування, у прагненні змусити царський уряд відвести максимальну кількість військ з театру військових дій на підтримку порядку всередині Російської імперії. Крім суто військових завдань, робота японської розвідки переслідувала і загальнополітичні цілі, які в міру затягування війни та швидкого виснаження державних ресурсів дедалі частіше виходили на перший план. Тобто розвідка армії та флоту Японії перетворювалася на політичну зброю.
Вже середині 1903 року у меморандумі японського імператорського Генерального штабу було зазначено російський соціалістичний рух як у можливого союзника під час проведення підривних операцій на російському тилу. Йшлося про те, щоб настільки розжарити внутрішньополітичну обстановку у Росії, щоб російський царизм вів велику війну одночасно на два фронти. Революційні партії імперії різного штибу, а також ліберали були природними помічниками японців. 
З початком російсько-японської війни посольство Японії залишило Санкт-Петербург і через Берлін переїхало до столиці Швеції міста Стокгольма. Тут і розгорнув військовий аташе полковник Акасі Мотодзіро активну, не тільки розвідувальну, а й підривну діяльність проти Російської держави. Вже за два місяці після цього "дивного" переїзду японських дипломатів начальник Виборзького охоронного відділення з тривогою доносив до Департаменту поліції:
|  | “Серйозної уваги нині заслуговує та обставина, що японська місія у Петербурзі після розриву дипломатичних відносин із Росією обрала своє місце проживання саме у Стокгольмі. Є підстави вважати, що це зроблено з тією метою, щоб зручніше стежити за тим, що відбувається тепер у Росії… Найближчими помічниками японців для отримання необхідних відомостей з Росії можуть бути вислані за кордон фінляндці, які нині проживають у Стокгольмі; для останніх же добування цих відомостей не може скласти велику скруту”. |

Розроблений Акасі Мотодзіро план надання фінансової допомоги та допомоги зброєю отримав схвалення та підтримку з боку посла Японії у Лондоні Тадасу Хаясі, а також начальника японського Генерального штабу Ґ.Кодами та одного з керівників розвідки імперії генерала Я.Хукусіми. У перехопленому шпигунському документі були точні вказівки на те, кому, в якій кількості і з якою метою призначалися чималі суми японських грошей: 
|  | “Японський уряд за допомогою свого агента Акасі дав на придбання 14 500 рушниць різним революційним групам 15 300 фунтів стерлінгів. Крім того, видано 4000 фунтів стерлінгів (100 000 франків) соціалістам-революціонерам і на придбання яхти із утриманням екіпажу 4000 фунтів (100 000 франків)”. |

Крім есерів, у записці вказувалися й інші одержувачі великих сум грошей: Грузинська партія соціалістів-федералістів-революціонерів, Польська соціалістична партія та Фінляндська партія активного опору.
Таким чином, уряд Японії пішов на пряме фінансування діяльності російських революційних та опозиційних організацій. Їм було передано за час війни не менше 1 мільйона єн (за сучасним курсом це близько 5 мільярдів єн або 35 мільйонів доларів), що було на той час просто величезною сумою. Крім японців субсидували революціонерів і американці, які передали на підривну роботу в Росії багато мільйонів доларів. Особливо відзначився тут Яків (Джейкоб) Шифф - власник банкірського будинку "Кун, Лееб і Ко" в Нью-Йорку. Таким чином, загальна сума іноземних грошей, спрямованих на революцію в Росії, склала не менше 50 мільйонів доларів.
Мотодзіро Акасі говорив:
|  | “Ми готові допомагати вам матеріально на придбання зброї, але найголовніше, щоб не давати цьому руху охолонути і вносити таким чином в російське суспільство елемент постійного збудження та протесту проти уряду”. |

Об'єктами японського фінансування “внутрішнього політичного життя” Російської імперії були переважно чотири сили, ворожі царському уряду. 
По-перше, революціонери-інтернаціоналісти, перш за все, партія соціалістів-револіціонерів (есерів). Японська розвідка вважала її "найорганізованішою" серед інших революційних партій, що грала "керівну роль в опозиційному русі" Росії. Під час зустрічей із революціонерами Акасі наполягав на організації збройних повстанських загонів чисельністю до 100 тис. осіб. Метою фінансування не на останньому місці була пропаганда. У липні 1904 року Акасі через терористку Віру Засулич встановив зв'язки з Леніним і Плехановим. Вже 4 січня 1905 року на японські гроші Ленін випустив перший номер більшовицької газети "Вперед", що закликала до повалення російського державного устрою.
По-друге, велика ставка робилася на розпалювання національної ворожнечі та сепаратизму в багатонаціональній Російській імперії. Тому активна допомога надавалася японцями сепаратистським силам. Ціль бачилася в тому, щоб підняти якесь збройне повстання в національних околицях Російської імперії. Так, фінансування "зазнали" Грузинська партія соціалістів-федералістів-революціонерів, Польська соціалістична партія та Фінляндська партія активного опору.
У лютому 1904 року керівництво Польської соціалістичної партії (ППС) випустила звернення, в якому засуджувалась загарбницька політика Російської імперії на Далекому Сході і бажалася військова перемога Японії. Центральний революційний комітет ППС, сподіваючись на поразку Росії у російсько-японській війні та сприятливу після цього ситуацію для виходу Польщі зі складу Росії, взяв курс на підготовку збройного повстання. Лідери ППС були готові із цією метою співпрацювати з будь-якими революційними силами. У середині березня 1904 член Центрального революційного комітету В.Йодко представив план повстання Мотодзіро Акасі. У плані, серед іншого, передбачалося поширення революційних видань серед солдатів-поляків російської армії, руйнування мостів та залізничного полотна на лінії Транссибірської магістралі. На початку липня 1904 року до Токіо для ведення переговорів про спільну боротьбу з царською Росією прибув один із лідерів Польської соціалістичної партії Юзеф Пілсудський. Для ведення розвідувальної роботи, диверсій у тилу російської армії та пропаганди серед солдатів-поляків ППС в особі Пілсудського було виділено 20 тисяч фунтів стерлінгів (200 тисяч рублів), сума на той час теж немаленька.

З 30 вересня по 4 жовтня у Парижі відбулася перша в історії російського визвольного руху конференція революційних та опозиційних партій. У своїй доповіді в японський Генштаб про підсумки конференції Акасі, за словами Целліакуса, оцінював їх таким чином: 
|  | “Було вирішено, - що кожна партія може діяти своїми методами: ліберали повинні атакувати уряд за допомогою земства та газетних кампаній; есерам та іншим партіям слід спеціалізуватись на крайніх методах боротьби; кавказцям - використовувати свою навичку в організації замахів; польським соціалістам – досвід проведення демонстрацій”. |

Відразу після конференції відбулася зустріч представників тих учасників, які були схильні до використання насильницьких методів ведення політичної боротьби. Підсумком цієї зустрічі була резолюція, яка закликала чинити перешкоди російському уряду у мобілізації новобранців до армії. Після ухвалення цієї резолюції Акасі особисто пообіцяв надати матеріальну підтримку партіям, які зазнавали матеріальних труднощів. Таким чином, видимість пристойностей, що дотримувалася під час паризької конференції, була відкинута, і Акасі перейшов до прямого субсидування діяльності ряду російських революційних партій, намагаючись впливати на неї в потрібному напрямі.
Події у січні 1905 року у Петербурзі викликали пожвавлення та пробудили великі надії революціонерів. В умовах, коли і так формальний «паризький блок» припинив своє існування, а розвиток масового руху наполегливо вимагав об'єднання всіх революційних партій, скликання нової міжпартійної конференції стало дійсно необхідним. Конференція, яка працювала в Женеві з 2 по 8 квітня 1905 року, закінчилася прийняттям двох документів – загальнополітичної Декларації, підписаної всіма її учасниками, та Декларації лише соціалістичних партій, представлених на конференції. Обидва документи як засіб політичної боротьби передбачали збройне повстання.

## Підготовка операції
Одним з найближчих помічників полковника Акасі з підготовки революційного “збройного повстання” у Росії виявився Конні (Кондрат) Целліакус, один із організаторів і керівників Фінлької партії активного опору, який мав широкі зв'язки у російському революційному русі. У його паперах російська розвідка виявила записку з перерахуванням кількості зброї, переданої революційним партіям: 
- Для есерів — 4000 фунтів стерлінгів
- Яхта — 3500 фунтів стерлінгів
- Екіпаж — 500 фунтів стерлінгів

- 8 тисяч гвинтівок – фінським націоналістам,
- 5 тисяч гвинтівок – грузинським націоналістам,
- 1 тисяча – есерам,
- 5 тисяч – іншим соціалістичним партіям
- 500 карабін-маузерів – для фінськими націоналістами та есерами.

- У підсумку 21300 фунтів стерлінгів, з яких вже отримано 2000

У серпні 1904 року Конні Целліакус, перебуваючи в Амстердамі, на обіді з керівниками партії соціалістів-революціонерів (есерів) у присутності Є.Азефа, К.К.Брешко-Брешковської, Ф.В.Волховського, І.А.Рубановича та В.М.Чернова, польських соціалістів Р.Дмовського та З.Балицького, "батька російської анархії" П.Кропоткіна, "есдека" Л.Дейча, а також представника єврейського Бунда Ц.М.Копельзона виклав свій план дій. Він заявив, що "якщо знадобиться зброя, то фіни беруться забезпечити її в будь-якій кількості". Присутні на обіді погодились із таким планом.
Есерівська нелегальна газета "Революційна Росія" стала трибуною організаторів збройної боротьби проти царського самодержавства. Так в одному з лютневих номерів 1905 року, під час російсько-японської війни, російським революціонерам пропонувалося відкинути “сумніви і упередження проти будь-яких бойових коштів” і негайно використовувати всі види збройної боротьби з урядом: від масового виступу зі зброєю до “партизанського-терористичної” боротьби.
Штаб організації розташовувався у Лондоні у клубі профспілки моряків "Maritime Hall на West India Dock Road". Гроші на закупівлю зброї було отримано з японських джерел через полковника Мотодзіро Акасі. М. М. Литвинов оцінював гроші, витрачені закупівлю зброї, в 100 000 рублів.

Наприкінці березня–початку квітня 1905 року революціонери-емігранти розгорнули роботу із закупівлі зброї, роззділивши гроші, які отримали від полковника Акасі. Але гроші на руки видавалися лише тоді, коли російські революціонери вже мали тверду домовленість із продавцем зброї. Лише Польська соціалістична партія одержала гроші авансом.
Крім фіна Целліакуса, правою рукою полковника Мотодзіро Акасі у цій справі був майбутній сталінський "повпред" у Берліні Г.Г.Деканозов (Деканозішвілі), один із лідерів створеної у квітні 1904 року Грузинської партії соціалістів-федералістів-революціонерів. Влітку 1904 року Акасі і Цілліакус зустрілися в Парижі, де разом із представником грузинської партії «Сакартавело» Деканозішвілі (Деканозовимв) та партії вірменських націоналістів «Дашнакцутюн» графом І.З.Лоріс-Меліковим радилися з приводу плану організації повстання у Росії. При цьому Акасі обіцяв Цілліакусу виплатити 3000 єн на друкування прокламацій. Що стосується фінансування загальноросійської конференції революційних партій, то за клопотанням Акасі, підтриманим військовим аташе Японії в Лондоні Т. Утсуномія та послом Хаясі, японським Генеральним штабом було виділено 100 000 ієн.
Отримавши від Акасі лише у травні 1905 р. і лише на “транспортні витрати” 125 тисяч франків, Деканозішвілі через посередника анархіста Євгена Бо вів переговори зі швейцарською військовою владою про закупівлю великої партії (понад 25 тисяч одиниць) знятих з озброєння гвинтівок системи "Vetterli"  та понад 4 мільйони набоїв до них.
Конні Целліакус тим часом у Гамбурзі закупив велику партію (2,5 – 3 тисяч штук) револьверів системи “Веблі” з набоями до них. Закуплену зброю (гвинтівки та револьвери), боєприпаси та 3 тонни вибухівки перевезли спочатку до голландського портового міста Роттердама, а потім до Лондона. Вибір нового місця зберігання "товару" пояснювався "слабкою роботою тут російської поліції". Третина гвинтівок і більше чверті боєприпасів передбачалося направити в Росію через Чорне море, а решту – через Балтику.
Зброї для революціонерів Російської імперії на японські гроші було настільки багато, що раніше куплені яхти "Сесіл" і "Сізн" виявилися занадто малі для транспортування такого вантажу до морських берегів Росії, що воює з Японією. Тоді агентами Акасі було закуплено 315-тонний пароплав “Джон Ґрафтон” ("John Grafton"), перейменований з метою конспірації на “Luna”. Для заплутування слідів пароплав купили якийсь Уотт (Whatt), партнер японської компанії "Takada & Company", потім перепродали якомусь виноторгівцю Дікенсону (Robert Richard Dickenson), спонсору есерів. Нова команда (стару списали на берег у голландському порту Фліссінгена) складалася в основному з фінів і латишів на чолі з латиським соціал-демократом Яном Страутманісом. Через деякий час його змінив колишній старший помічник Ерік Саксен. Для ще більшого заплутування можливого стеження організатори підприємства купили у того ж Уотта ще один пароплав - "Фульхам", перейменували його в "Ункай-Мару" і забезпечили документами, що засвідчували його плавання до Китаю.
За планом організаторів зброя мала бути вивантажена в кількох пунктах, біля Виборга і в кількох місцях вздовж фінського узбережжя, а потім доставлена до Росії і розподілена між російськими, фінськими, вірменськими, грузинськими, єврейськими, латиськими, естонськими, польськими бойовиками, не зважаючи на програми їх партій (есерами, есдеками, анархістами, федералістами, націоналістами-сепаратистами, а також робітниками з гапонівських організацій) для того, щоб у жовтні підняти збройне повстання у Петербурзі та Москві.

## Вантаж пароплава
Загалом на "Джон Графтон" було завантажено 16 тис. гвинтівок, 3 тис. револьверів, 3 млн набоїв, а також 3 т вибухових речовин — динаміту і піроксиліну. Вантаж включав канадські "гвинтівки Росса), швейцарські гвинтівки Веттерлі (Repetiergewehr Vetterli).

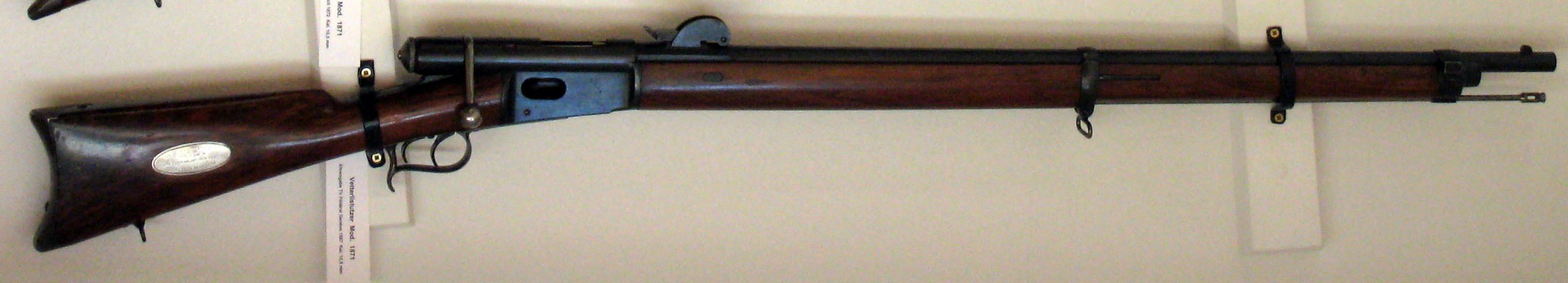
Гвинтівка Vetterli, 1871

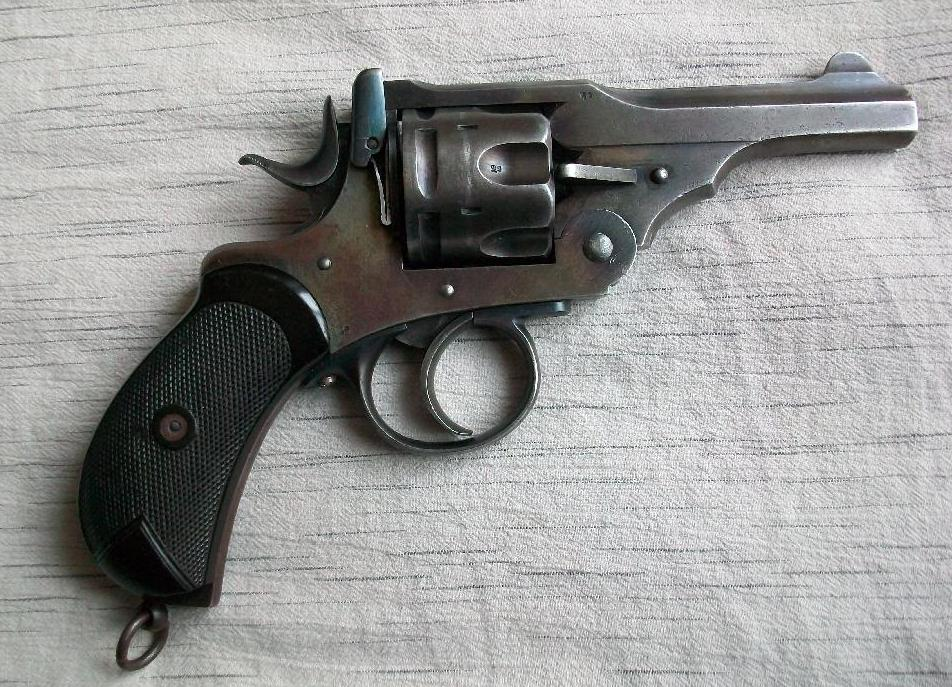
Револьвер «Веблі» ("Webley Mk I", 1887, Caliber .455)

Під час пошуків, що відбувалися після вибуху в середині вересня як на 19 островах, так і в самому пароплаві,  було виявлено та вилучено з води :
- Швейцарських гвинтівок «Веттерлі» — 9670;

- Багнетів до них — 4000;
- Револьверів «Веблі» — 720;
- Набоїв до гвинтівок — 400 000;
- Набоїв до револьверів — 122 000;
- Гримучий драгль (вибухова желатина) — 190 пудів;
- Детонаторів — 2000;
- Бікфордових шнурів — 13 футів.

## Шлях пароплава
Пароплав вийшов з Лондона ще без вантажу і зі старою командою і прибув до Фліссінгена, де команда була замінена на спеціально підібрану для операції з перевезення зброї. Нова команда складалася переважно з латишів-соціалістів.
Потім "John Grafton" вийшов у Ла-Манш, де просто в морі на нього було перевантажено зброю з іншого судна. Пароплав прибув до Копенгагену, потім перейшов у Стокгольм, а звідти вирушив до берегів Фінляндії. 
Команді “Джона Ґрафтона” вдалося двічі вдало вивантажити партії зброї та боєприпасів у Фінляндії – поблизу портових міст Кемі та Пієтарсаарі, але 26 серпня (8 вересня) 1905 року, рано вранці, за 22 км на північ від Якобстада (Пієтарсаарі), у шхерах Ларсмо пароплав сів на мілину. 

Протягом усього дня команда вивантажувала зброю на прилеглі острівці, а ввечері пароплав був підірваний і частково затонув. Вибух було чутно за 50 км. Команда пішла на вітрильному човні до Швеції і незабаром розвіялася різними портами світу. "Фінляндська партія активного опору" отримала з пароплава лише 300 стволів (гвинтівки поширилися в сільській місцевості, де вони використовувалися, серед іншого, для полювання на лосів, а потім були включені на озброєння сил безпеки (фінської білої гвардії), коли вони були створені в 1917 році, тобто проти "червоних").
Пароплав був помічений двома фінськими митниками з Ларсмо та місцевими рибалками, які повідомили про це владу: 25 серпня 1905 року мешканець міста Улеаборга Анті Юнтунен, крейсуючи на яхті неподалік міста Кемі, виявив на складені на березі ящики, в яких були 659 гвинтівок, 658 багнетів та 120 тисяч набоїв.

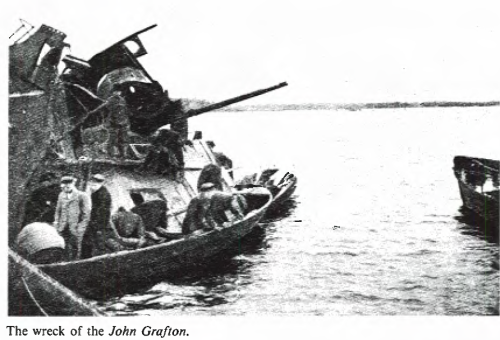
Зруйнований вибухами “Джон Ґрафтон”

Зброя, що залишилася на пароплаві, була піднята групою водолазів, якою командував підпоручник П.В.Гурдов  .

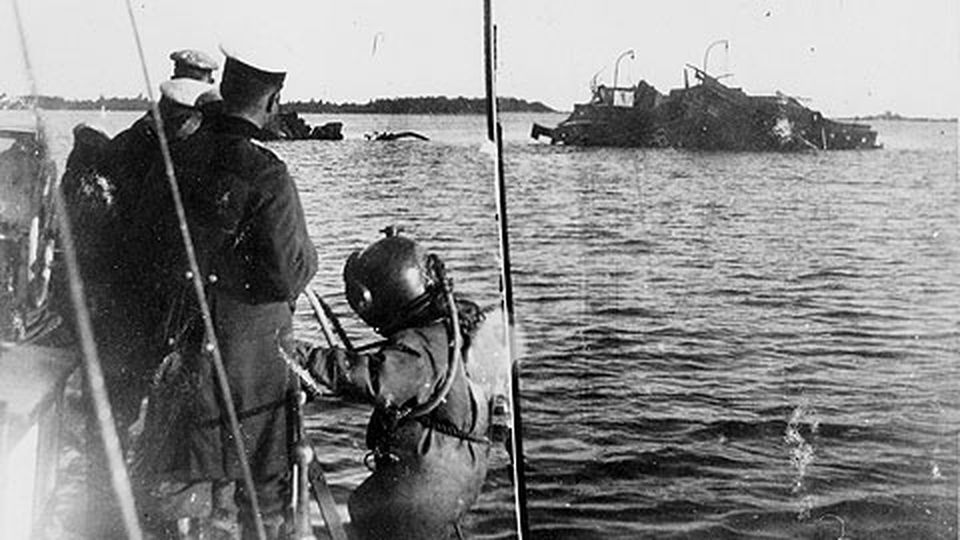
Водолазні роботи з підйому зброї з затопленого "Джона Ґрафтона", 1900-ті

Провал експедиції «Джона Ґрафтона» змусив її організаторів зробити нову спробу. Цього разу вирішили орієнтуватися не на північний захід Росії, але на Закавказзя. З цією метою було закуплено пароплав «Сіріус» (водотоннажністю 597 тонн). Його "хазяїном" і капітаном на початку вересня 1905 року став голландець Корнеліссен, анархіст за політичними переконаннями. Вантаж складався з 8,5 тисяч гвинтівок “Веттерлі” та від 1,2 до 2 мільйонів набоїв до них. Корабель 22 вересня з вантажем зброї та боєприпасів вийшов з Амстердама у напрямку Чорного моря. 24 листопада 1905 р. неподалік Поті «Сіріус» перевантажив доставлену їм зброю та боєприпаси на чотири баркаси, які попрямували до заздалегідь визначених місць на узбережжі.  Другий баркас морська прикордонна варта затримала в морі поблизу містечка Анаклія. На цьому баркасі було 1200 гвинтівок і 220 тисяч набоїв. Проте частина зброї з цього баркасу вже вивантажили на берег поблизу міста Редут-Калє. Третій баркас безперешкодно розвантажився біля абхазького міста Гагри. Відомо, що частина швейцарських гвинтівок з нього в кількості 900 штук була захована для надійності в маєтку Інал-Іпа, а іншу частину гвинтівок “Веттерлі” перевезли до міста Сухумі. Зброю з четвертого баркасу вивантажили на берег поблизу Батумі, а потім вона опинилась у Кутаїській губернії. Більшість контрабандного вантажу пароплава «Сіріус» дійшла до місць призначення та одержувачів. Урядовій владі вдалося перехопити та конфіскувати лише 7 тисяч гвинтівок та близько півмільйона набоїв. Прибуття "Сіріуса" за часом збіглося з початком масових збройних антиурядових виступів на Кавказі (утворилась, наприклад, Гурійська народна республіка). Найзапекліша боротьба проходила у місцях, куди надійшла контрабандна зброя: Поті, Зугдіді, Озургеті, Сухумі. 

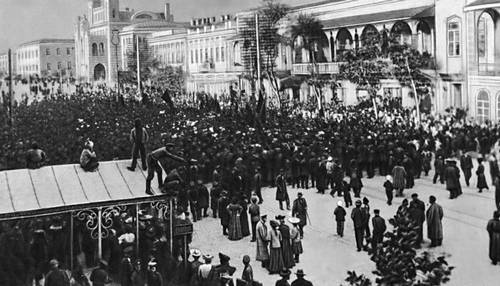
Маніфестація в Тбілісі, 1905

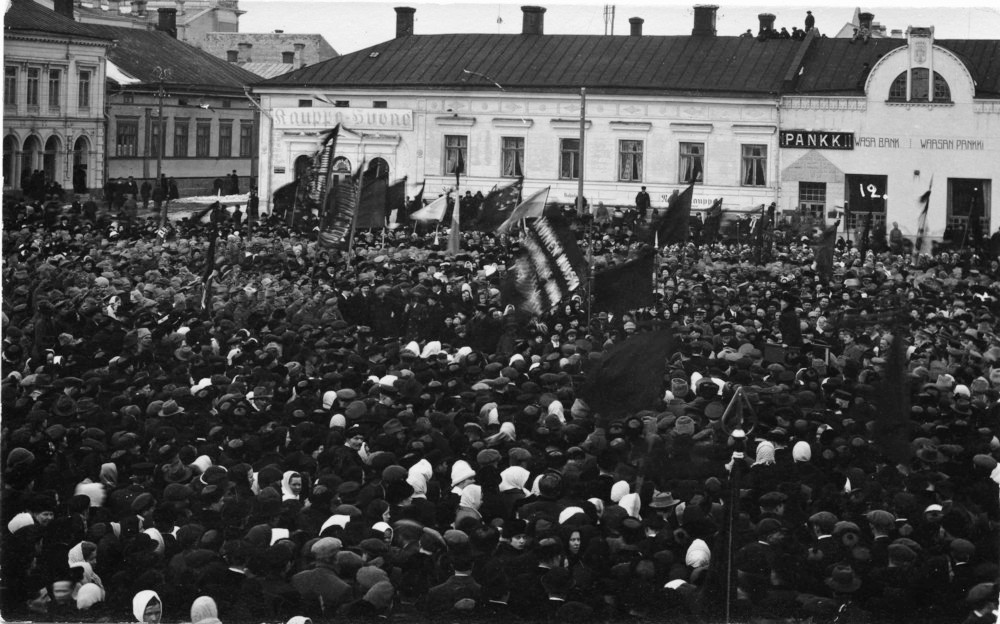
Страйк у Порі, Фінляндія, 1905

Навесні 1906 року активісти Йоганнес Гуммерус , А. Г. фон Рехаузен і Ф.Ярнстрем закупили зброю зі Швейцарії за допомогою Генрі Біоде для щойно заснованої організації "Voimaliitto". Вантаж зброї з 2500 гвинтівок і 1.2 мільйона набоїв був перевезений до Фінляндії на шхуні "Peter", придбаній у Данії. "Peter" вирушив до Фінляндії 30 червня 1906 року. Вантаж передбачалося розвантажити в Мянтилуото та Мерікарвії, але й цього разу план довелося змінити. Весь вантаж було вивантажено в Närpiö (Pielahti), куди "Peter" прибув увечері 8 липня. Потім зброю транспортували на возі з кіньми до Крістійнакаупункі, а звідти в інші частини країни.

Влітку 1911 року в пансіоні Лінде під Петербургом у Мустамякі (нині станція Горьківська) перебували Віра Ділевська та знаменитий більшовицький бойовик-експропріатор – невловимий Костянтин Мячин. У 1911 році, живучи у Фінляндії, він займався підйомом зброї з затопленого в 1905 році біля берегів Ботнічної затоки пароплава «Джон Ґрафтон». На початку серпня 1911 року в пансіоні була влаштована раптова облава, але найбільша «здобич» пішла: кинувши важливі документи, Мячин та Ділевська зуміли втекти. Заарештовано було лише господарів пансіону – брати Лінде.

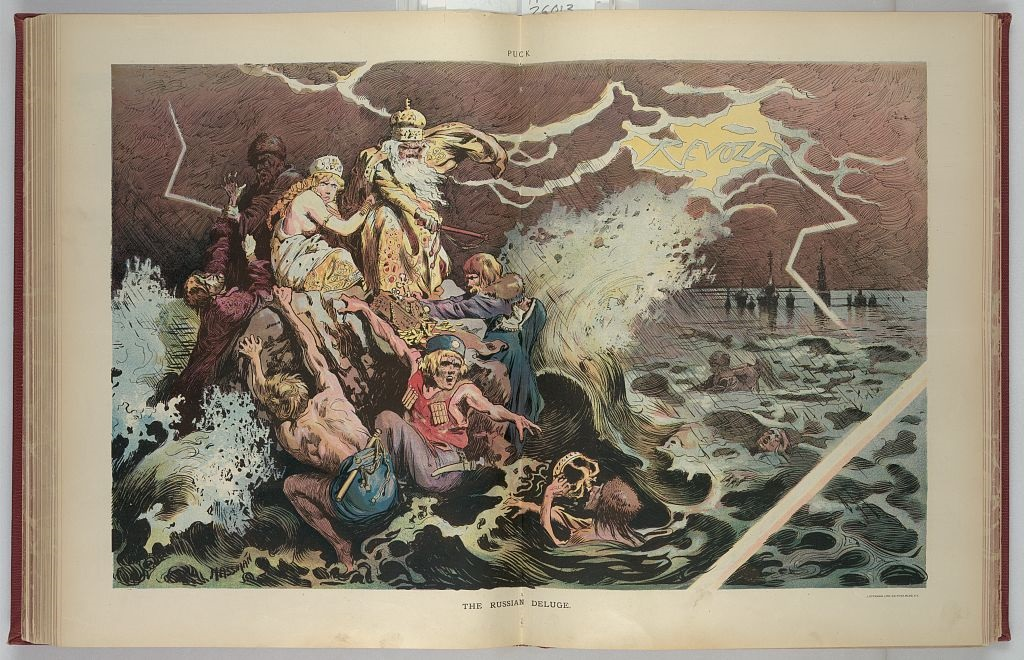
Російська повінь, 1905

## Відомі учасники операції
У закупівлі, доставці та прийманні зброї брали участь:
- Мотодзіро Акасі — японський військовий аташе в Стокгольмі.

- Джозеф Хевелок Уілсон (Havelock Wilson[en]) — голова Национального профсоюзу моряків (National Union of Seamen), член британського парламенту.

- Безпартійний священник Георгій Гапон[6][7].

- Ніколас (Міклош) Балог де Галанта (M.(N.) Balogh de Galantha) — угорський інженер, австрійський підданий, який постійно жив у Петербурзі і займався торгівлею зброєю. Саме він допоміг фінам налагодити контакти з Мотодзіро Акаші[8].

- Фіни: 
  - Конні Цілліакус (Konni Zilliacus)
  - І.К.Лехтинен (Jussi Lehtinen) — соціал-демократ.
  - Йонас Кастрен (Jonas Castrén) — право-консервтивний політик.
  - Арвід Неовіус

- Латиші: 
  - Ян Страутман, партійне прізвисько «Каптес» (капітан пароплаву, член лондонської групи латиської СДРП)
  - Ерік Саксен
  - Вагнер (робітник скляного заводу в Вулвичі)
  - Мінк (один из головних організаторів, жив 20 років серед емігрантів у Лондоне на Commercial Road)
  - Штраус (навесні 1906 року поїхав до Лібави з транспортом зброї для прибалтійського краю, був арештований і повішений)
  - Салниньш Крістап (Хрістофор Інтович).

- Поляки:
  - Польська соціалістична партія: 
    - Юзеф Пілсудський

  - Ліга Народова: 
    - Роман Дмовський;
    - Зігмунд Балицький.

- Бунд:
  - Цемах Копельзон.

- Есери:
  - Ф. В. Волховський,
  - Д.В.Соскіс,
  - П. М. Рутенберг,
  - К.К.Брешко-Брешковська,
  - М.В.Чайковський[en].

- Грузинська партія соціалістів-федералістів-революціонерів[en]:
  - Г.Г.Деканозішвілі[en]
  - В.М.Черкезішвілі[en]
  - Тедо Сахокіа
  - Александре Джабадарі
  - Давид Клдіашвілі
  - Арчіл Джорджадзе

- "Дашнакцутюн":
  - І.З.Лоріс-Меліков - редактор газет "Дрошак" і "ProArmenia".
  - М.А.Варандян

- Анархісти:
  - Євгеній Бо
  - Петро Кропоткін

- Більшовики: 
  - М. М. Литвинов,
  - В.Бонч-Бруєвич
  - М.Є.Буренін.

|                                           |

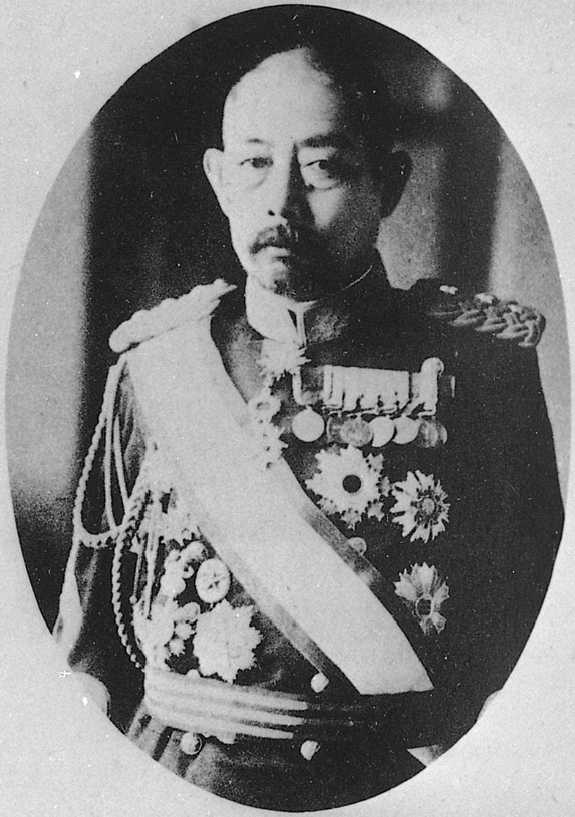
Акаші Мотоджіро

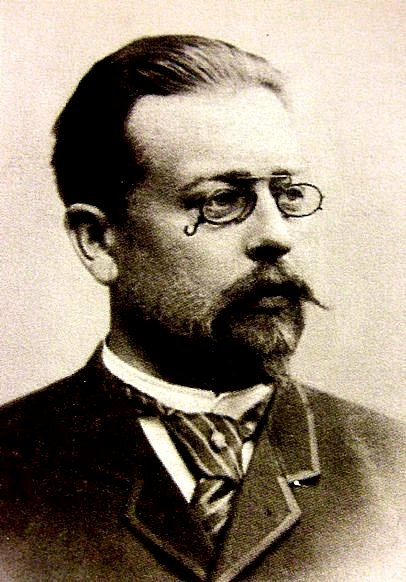
Конні Цілліакус

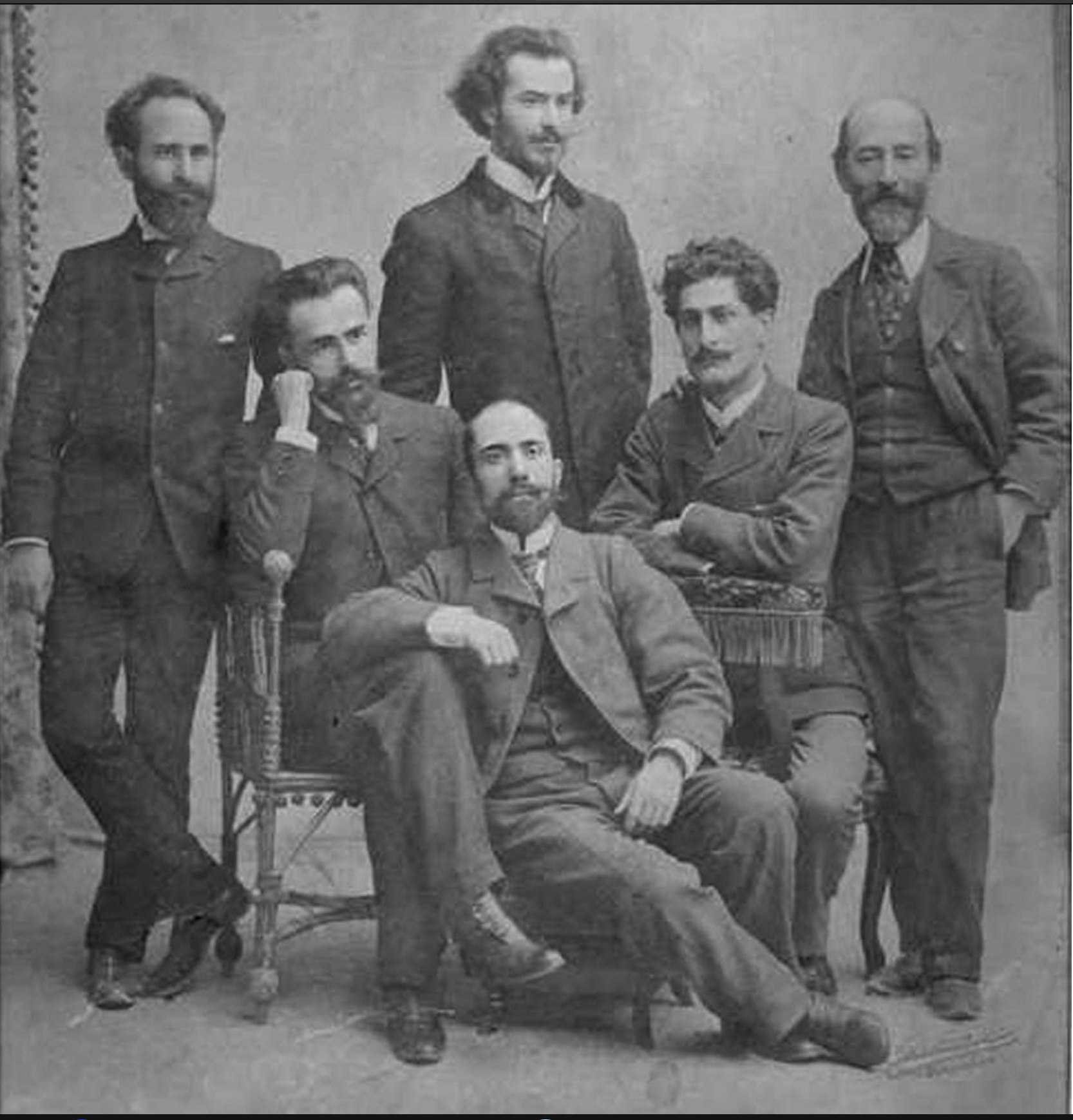
Сандро Габунія, Командо Гогелія, Варлам Черкезішвілі, сидять Арчіл Джорджадзе, Мікеіл Тсерєтелі, по середині Георгі Деканозішвілі

| Джозеф Хевелок Уілсон сидить третій зліва |

|                |
| Петро Рутенбер |

|               |
| Георгій Гапон |

|                          |
| Крістап Інтович Салниньш |

|                             |
| Катерина Брешко-Брешковська |

|                               |
| Юхо Кустаа Лехтінен (ліворуч) |

|                    |
| Микола Чайковський |

|                    |
| Фелікс Волховський |

|                                |
| Варлам Черкезішвілі (Черкезов) |

|              |
| Давид Соскіс |

|                 |
| Максим Литвинов |

|              |
| Тедо Сахокія |

|                 |
| Роман Дмовський |

|                   |
| Зігмунт Балицький |

|                  |
| Юзеф Пілсудський |

|                 |
| Мікаел Варданян |

## Спогади учасників
Петро Рутенберг у своїх спогадах «Вбивство Гапона» пише :

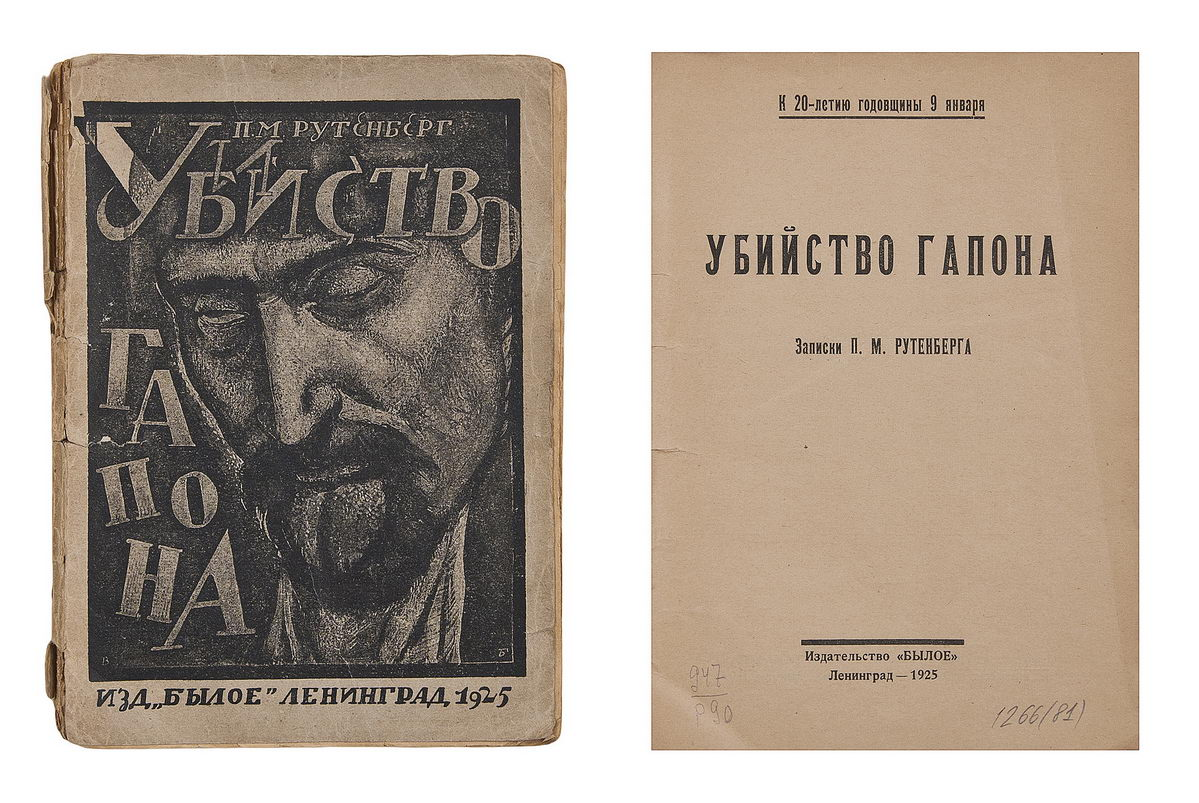
П.Рутенберг «Вбивство Гапона», 1925

...Перед другим моїм від'їздом до Росії Гапон приїхав побачитися зі мною до Женеви. Але і з цього побачення ніякої користі не вийшло. Ми зовсім по-різному дивилися на речі, йшли різними дорогами.

(За наявними у В.Бурцева даними, Гапон до цього часу вже відновив свої зносини з департаментом поліції через Меднікова, що приїхав до нього за кордон)
ЦК доручив мені поїхати в Росію поставити приймання зброї з пароплава "Джон Крафтон", що вирушав тоді. Зайнятися цією справою мені не довелося. За кілька днів після приїзду в Петербург я був заарештований на вулиці, після зірваної зустрічі з колишнім членом партії Татаровим, побачення. До виходу з в'язниці про Гапона нічого не знав: як він жив цей час, про його поїздку до Фінляндії, про те, як він вплутав у справу приймання зброї зовсім сторонніх справі осіб, про його життя за кордоном після повернення з Фінляндії знаю з розповідей.
— Був у вас у Росії Гапон, тепер вам потрібен Наполеон, — сказав одного разу Гапону наївний, захоплений капітан Кок (відомий капітан фінської червоної гвардії).
— Як ви знаєте, може, я буду Наполеоном, — зрізав його цілком серйозно Гапон.
Це було у Фінляндії, восени 1905 р., коли чекали на прибуття пароплава зі зброєю. Для мене досі неясна роль, яка призначалася Гапону. Адже йшлося тоді про те тільки, щоб прийняти і сховати зброю, а не про якесь там збройне повстання.
Фіни ховали Гапона, доглядали його. Але, за їхніми словами, він у цей час зовсім не був схожий на Наполеона. Він дуже хвилювався, боявся бути заарештованим, а головне - "повішеним".
Різне мені розповідали про його життя за цей період, хорошого мало. Але для мене з розказаного було видно, що коли він і розважався, гуляв, то переживав і важкі хвилини. Повернувшись із Фінляндії після краху "Джона Крафтона", він часто і гірко сумував. Адже робити щось, працювати він не вмів. Інтереси емігрантської колонії? Дрібні чвари в її повсякденному житті? Багатьох вони засмоктували, але кого ж не відштовхували від себе?
Ось картина, яку розповів очевидець:
Паризький ресторан. За столом охмелілий, засумував Гапон. Навколо содом. Гапон піднімає голову, з помутнілими очима кличе гарсона.
- Гарсон, "Реве та й стогне".
Французький гарсон, звісно, не розуміє.
Гапон гнівається, б'є кулаком по столу, наполягає на своєму.
Його намагаються зрозуміти та задовольнити. В оркестрі є інтернаціональний скрипаль, який зрозумів, чого від них хочуть.
Плаче скрипка... Плаче Гапон. Думки його далекі від навколишнього кабацького, що звернув на нього уваги хаосу. Гапон плаче та підтягує:
"Реве тай стогне Дніпр широкий,
Сердитий вітер завива,
До долу верби гне високі,
Горами хвилю пiдiйма..."
Скрипаль скінчив, розшаркався з вишуканою, люб'язною посмішкою. Гапон гидливо запускає пальці в жилетну кишеню і жбурляє золоту скрипалеві.
Тричі бачився з Гапоном у листопаді 1905 р., тобто. після жовтневого маніфесту та амністії...

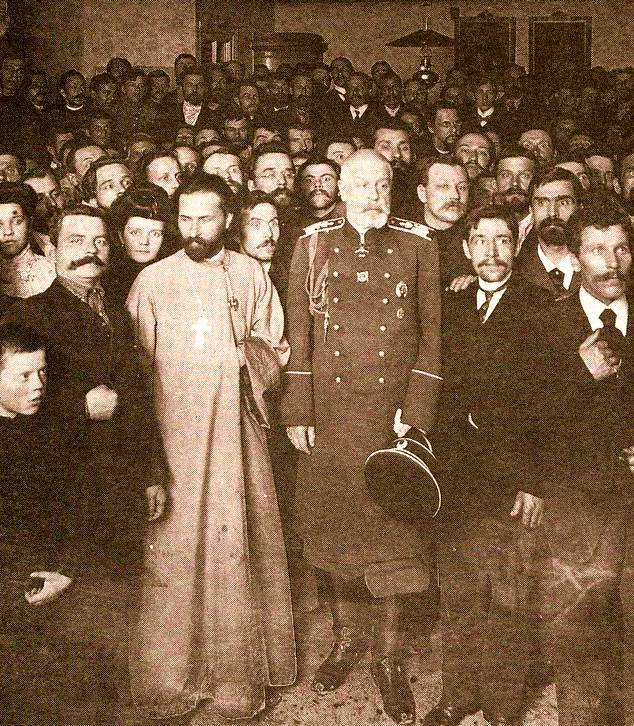
Г. А. Гапон та І. О. Фуллон на відкритті Коломенського відділу «Собрания Русских фабрично-заводских рабочих г. Санкт-Петербурга». Осінь 1904

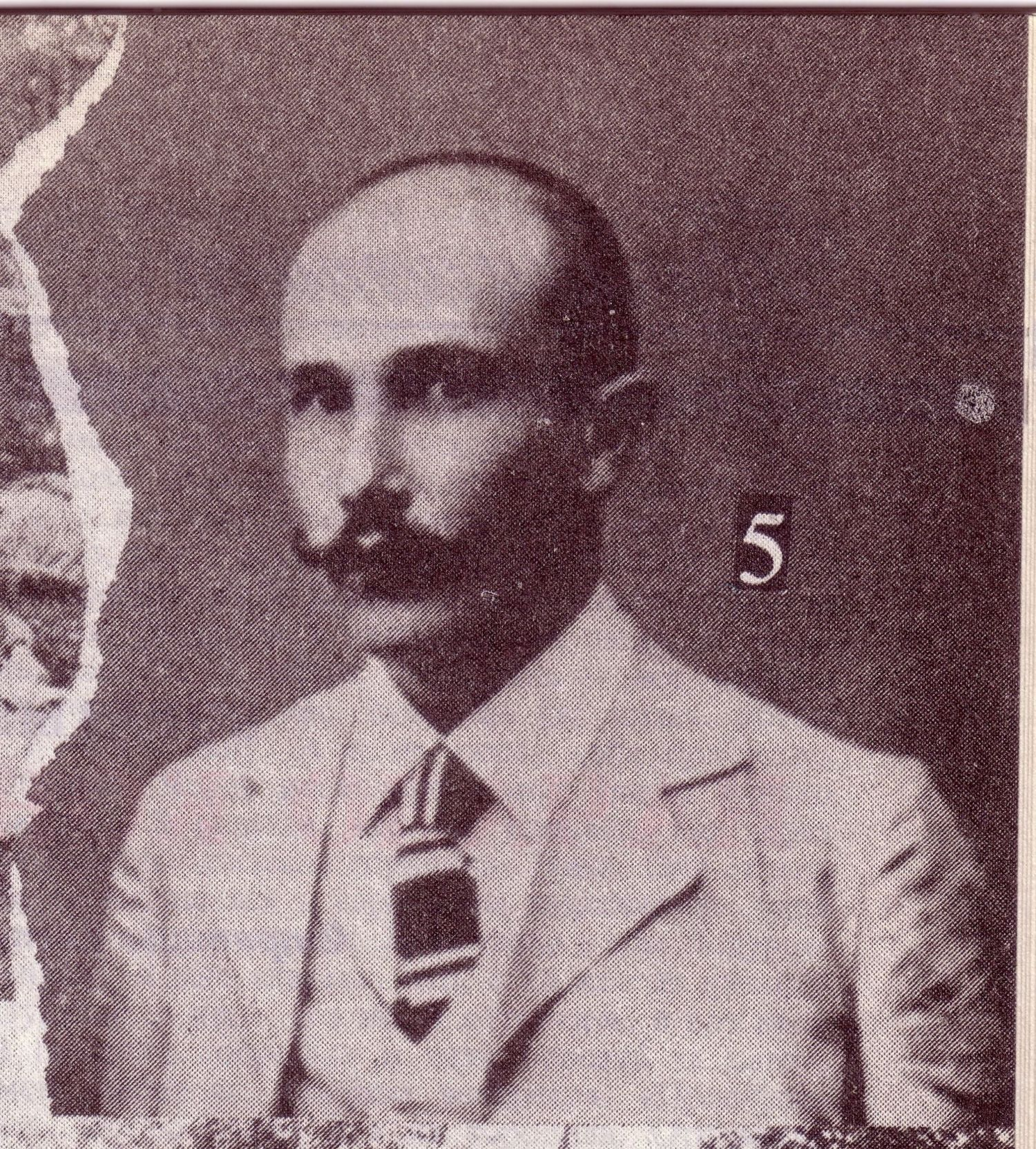
Борис Савінков, 1903

Панас Матюшенко

Борис Савінков у книзі «Спогади терориста», 1928 пише:
...Рутенберг також співчував планам Гапона. Він також вважав за необхідне негайно розпочати озброєння народних мас. Загальний настрій був у той час такий, що мало хто міг висловлюватися проти такого способу дій. Ця меншість вказувала, що озброєння народу – завдання нездійсненне, бо жодна партія не має достатньо сил для її вирішення. А якщо це так, то розумніше і на користь революції вигідніше використати призначені для цього сили та кошти на розвиток центрального терору. Центральний комітет на той час був дуже численним. Рішення ухвалювалися повільно і не завжди у повному складі комітету. Керівну роль грали Азеф і Гоц. Від них залежало багато.

Думка партійної більшості здобула гору. Вирішили заснувати особливу організацію з метою бойової підготовки мас. Справа ця була доручена Рутенбергу, і в його розпорядження було надано три кандидати в бойову організацію: Олександра Севастьянова, яка брала участь ще в 1902 р. у томській друкарні, Борис Горінсон, технік з Варшави, рекомендований Х. М.Гершковичем, та Хаїм Гершкович , рекомендований М.В.Чайковським. Рутенберг з допомогою і з тими особами, яких він кооптував би в Росії, мав започаткувати бойову підготовку мас. Він повинен був приготувати квартири для складів зброї в Петербурзі, знайти можливість придбання зброї в Росії, отримати від вірменів, членів партії "Дашнакцутюн" транспорт бомб, яким вону поступились на нашу користь, нарешті, з'ясувати можливість експропріації в арсеналах. Передбачалося згодом, коли зміцніє організація у Петербурзі, розширити її на всю Росію. Подальшим кроком у цьому напрямі була експедиція корабля "Джон Крафтон".
Рутенберг, Горінсон, Севастьянова та Гершкович поїхали до Росії, Гапон поїхав до Лондона у справах видання своєї "Автобіографії", яку йому в Англії було обіцяно великі гроші. Я поїхав до Ніцци до Гоца...
Гоц лежав хворий. У нас одразу встановилися ті м'які, ніжні та добрі стосунки, секрет яких був тільки у Гоца і які так рідко зустрічаються у людей, об'єднаних спільністю поглядів, але не симпатій та способу життя. Від нього я вперше дізнався про ймовірну експедицію згаданого вище корабля «Джон Крафтон».
Член фінської Партії «активного опору» журналіст Конні Зілліакус повідомив центральному комітету, що через нього надійшла на російську революцію пожертва від американських мільйонерів у розмірі мільйона франків, причому американці ставлять умовою, щоб ці гроші, по-перше, пішли на озброєння народу і, по-друге, були розподілені між усіма революційними партіями без різниці програм.
Центральний комітет прийняв пожертву на цих умовах, за вирахуванням 100 тисяч франків, які грошима надійшли до бойової організації.
На американські гроші було вирішено спорядити навантажений зброєю корабель, який мав доставити свій вантаж революційним партіям, вивантажуючи його поступово на Прибалтійському узбережжі та у Фінляндії. На ім'я норвезького купця в Англії було придбано корабель "Джон Крафтон". Він прийняв вантаж виключно зі зброї та вибухових речовин і з командою, головним чином зі шведів, влітку 1905 пішов у море. На кораблі знаходився, як завідувач вибухових речовин, згаданий вже мною хімік В.Г.Вілліт. "Джон Крафтон" не виконав свого призначення, Він сів на скелю біля острова Кемі в Ботнічній затоці і був підірваний своєю командою. Частину зброї було попередньо вивантажено на острови і там згодом знайдено прикордонною вартою. Зброя ця була в дні жовтневого страйку відібрана фінськими революціонерами і роздана по фінським селянам.
Я не брав жодної участі у спорядженні «Джона Крафтона» і знав про цю експедицію лише зі слів товаришів. Я не брав участь також у спробі бойової підготовки мас, якщо не брати до уваги мою присутність на кількох нарадах і купівлі мною в Антверпені в травні 1905 року транспорту револьверів, призначених для Росії...
...Гапон сказав Матюшенку неправду. Я знав, що Гапон у Петербурзі не був, а, проживши у Фінляндії днів десять, повернувся за кордон, причому жодного «Союзу» не заснував, а обмежився побаченням із кількома робітниками. Я не сказав, проте, за це Матюшенку. Він продовжував:
— Есери… Есдеки… Набридли мені ці суперечки, одне тріпотіння язиком. Та й сили у вас справжньої нема. Ось у батюшки справи так справи…
— Які ж у нього справи?
— А "Джон Крафтон"?
— Який Джон Крафтон?
— Та корабель, що в Кемі вибухнув.
— Ну?
— То ж батюшка його спорядив.
— Гапон?
— А то хто? Він і водив, і під час вибуху на кораблі перебував. Ледве живий залишився.
Як я згадував вище, Гапон жодного відношення до експедиції "Джона Крафтона" не мав. Справді, з грошей, пожертвуваних в Америці, частина мала піти на гапонівський «Робітничий Союз» у вигляді зброї, але цим і обмежувалася «участь» Гапона.
— Ви впевнені у цьому?
— Ще б пак: сам батюшка казав!
— Гапон казав, що він був на кораблі?
— Так, казав: і я, каже, у Ботнічному морі був, щойно врятувався.
— Ви добре пам'ятаєте?
— Ну звичайно.
Не залишалося сумніву, що Гапон не гидує жодними засобами, щоб залучити до свого «Союзу» Матюшенка...

За кілька днів після моєї першої розмови з Матюшенком я випадково зустрів Гапона. Я сказав йому, що він бреше, розповідаючи про свою участь в експедиції "Джон Крафтон", і що я можу викрити його в цьому.

## Пам'ять
У 1930 році в Оррскар (Orrskär), в Луото (Ларсмо) було відкрито монумент на честь експедиції пароплава «Джон Ґрафтон».

### Відображення у культурі
- Фінський фільм «Kajastus» (1930, Suomi-Filmi)[12].
- Gaidiet «Džonu Graftonu» / Чекайте на «Джона Ґрафтона» — радянський фільм 1979 року, Ризька кіностудія.
- У романі А. Бушкова «Авантюрист» у центрі оповідання пароплав «Джон Грейтон», який везе зброю для фінських і латиських націоналістів членами РСДРП(б) і перехоплений зусиллями головного героя — штаб-ротмістра жандармерії Бестужева.
- Шукачі: У кого цілився Джон Ґрафтон? - Документальний фільм 2015 року. ДТРК "Культура".